# Ameles gracilis
Ameles gracilis — один з видів богомолів середземноморського та передньоазійського роду Ameles. Ендемік Канарських островів.

## Опис
Невеликий богомол, довжина тіла 2,5 см. Передньогруди тендітні, звужені близько середини. Крила самців непрозорі, передні крила коротші за кінець черевця, передній край їх білуватий. Обидві пари крил самиці сильно вкорочені.

## Ареал і оселища
Поширений на Канарських островах. Мешкає на висоті від 0 до 1000 м над рівнем моря на островах Тенерифе, Ла-Пальма, Гран-Канарія. Трапляється на пасовищах та у чагарниковій рослинності, поблизу соснових та лаврових заростей.

## Охорона
У 2016 році вид було внесено до Червоного списку Міжнародного союзу охорони природи зі статусом «уразливий». Стан популяції невідомий, однак можливе її скорочення, особливо на острові Ла-Пальма, потрібні детальні дослідження. Серед можливих загроз для виду є зникнення оселищ через господарчу діяльність людини та використання пестицидів.